# Córneas
Córneas (llamada oficialmente Santiago de Córneas) es una parroquia y una aldea española del municipio de Baleira, en la provincia de Lugo, Galicia.

## Organización territorial
La parroquia está formada por veintitrés entidades de población:

### Entidades de población
Entidades de población que forman parte de la parroquia:
- A Azoreira
- A Pereira (Pereira)
- Albaredo
- Antiguallas
- As Bouzas
- Córneas
- Escanlar
- Fontecavada
- Fontela
- Gasalla (A Gasalla)
- Montouto
- Paradela
- Rebedul
- Solleiros
- Surriba
- Valinfolgueiro
- Vilagarcía
- Vilanova
- Vilardoi
- Vilarín (Vilarín de Córneas)
- Vilela

### Despoblados
Despoblados que forman parte de la parroquia:
- A Rasela
- A Reboleira

## Demografía

### Parroquia
| Gráfica de evolución demográfica de Córneas (parroquia) entre 2000 y 2019 |
|                                                                           |
| Datos según el nomenclátor publicado por el INE.                          |

### Aldea
| Gráfica de evolución demográfica de Córneas (aldea) entre 2000 y 2019 |
|                                                                       |
| Datos según el nomenclátor publicado por el INE.                      |